# Maaiboot

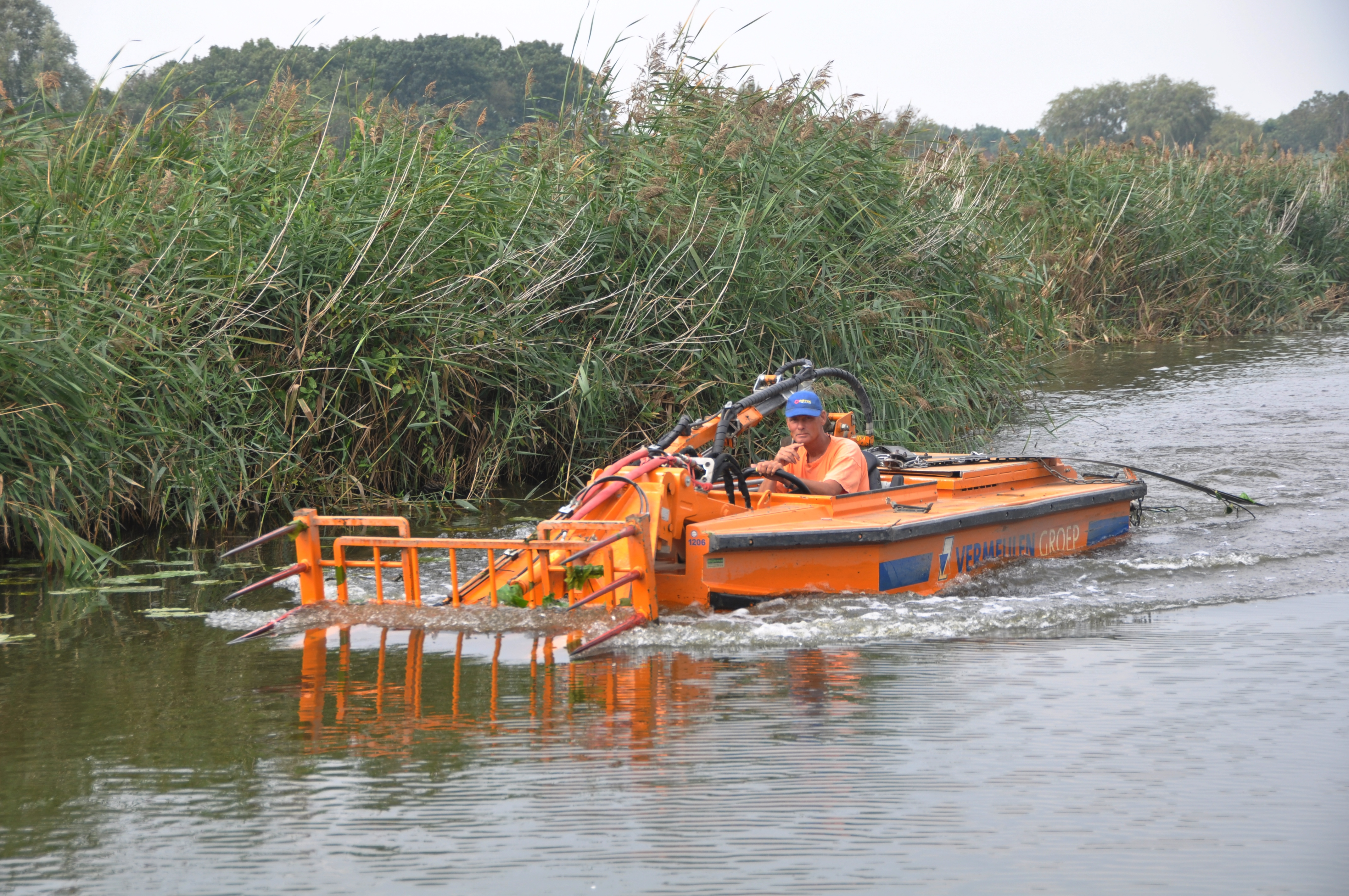
Een maaiboot op de Noord Aase Vliet

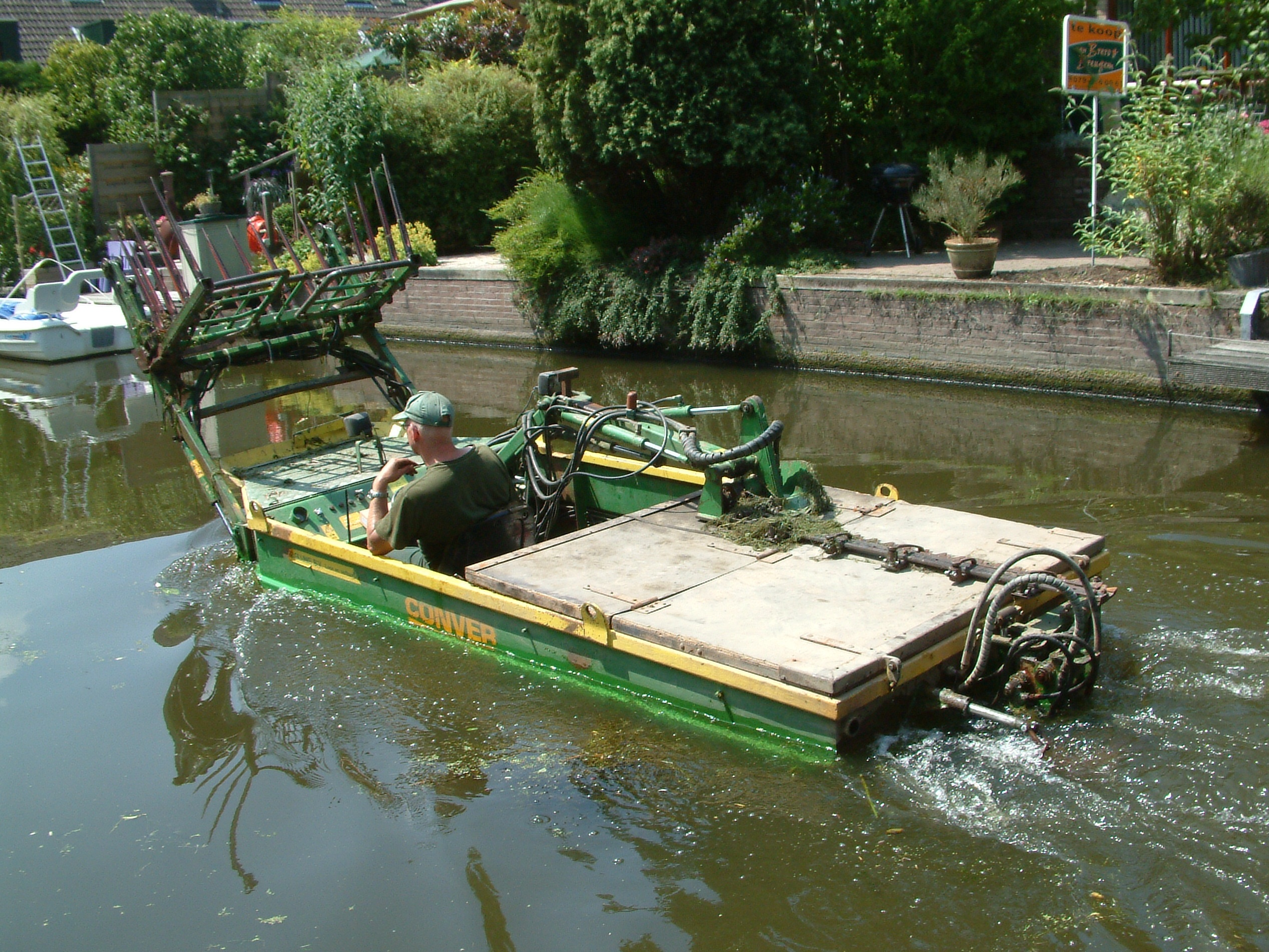

Een maaiboot is een kleine boot die gebruikt wordt bij het onderhoud van watergangen zoals beken, sloten en kleine vaarwaters, als er niet vanaf de wal met machines kan worden gewerkt. Het doel van het maaien onder water is de doorstroming van het water te bevorderen. Riet, waterplanten, takken en vuil belemmeren een goede doorstroming van het water en moeten verwijderd worden. Ook kunnen met een maaiboot de oevers worden gemaaid.
Aan de achterzijde van de boot bevindt zich onder water een maaimachine, waarmee de waterplanten worden gemaaid. Aan de voorzijde zit een constructie waarmee de losgesneden begroeiing bij elkaar kan worden geschoven naar een plaats, waar die over de weg kan worden afgevoerd. De bediening van het geheel is hydraulisch. Aan de hydraulische arm kunnen diverse accessoires worden bevestigd, zoals een maaibalk, een graafbak, een hark en een maaiharkcombinatie.
Er zijn verschillende uitvoeringen. Het bootje wordt gewoonlijk op een vrachtwagen of tractor aangevoerd en ter plaatse te water gelaten. Sommige maaiboten kunnen zowel op het land als te water worden ingezet. Voor gebruik op het land kunnen ze zijn uitgerust met rupsbanden. Als amfibievoertuig zijn deze in staat zichzelf in en uit het water rijden.
Het overal gebruiken van maaiboten is niet onomstreden. Het volledig plantenvrij maken van beken met behulp van een maaiboot is waarschijnlijk nadelig voor opgroeiende larven van de beschermde rivierprik, een belangrijke indicatorsoort voor de Kader- en Habitatrichtlijn.